# Anastasija Sevastova
Anastasija Sevastova (født 13. april 1990 i Liepāja i Lettiske SSR) er en kvindelig tennisspiller fra Letland. Anastasija Sevastova startede sin karriere i 2006.
Anastasija Sevastova nåede semifinalen i US Open i 2018.